# Marjorie Constance Caserio
Marjorie Constance Caserio (Cricklewood, 26 de fevereiro de 1929) é uma química estadunidense.

## Livros
- John D. Roberts; Marjorie C. Caserio (1977). Basic Principles of Organic Chemistry 2nd ed. [S.l.]: W. A. Benjamin. ISBN 0805383298
- John D. Roberts; Ross Stewart; Marjorie C. Caserio (1971). Organic Chemistry: Methane to Macromolecules. [S.l.]: W. A. Benjamin. ISBN 0805383328